# Anna Maria Bernini
Anna Maria Bernini (Bologna, 17 agosto 1965) è una politica italiana, dal 22 ottobre 2022 ministro dell'università e della ricerca del governo Meloni e dal 15 febbraio 2021 fino al 15 luglio 2023 Vicecoordinatore Nazionale di Forza Italia.
È stata dapprima esponente di Alleanza Nazionale, poi de Il Popolo della Libertà e, infine, di Forza Italia, ricoprendo dal 27 luglio al 16 novembre 2011 la carica di ministro per le politiche europee nel governo Berlusconi IV.

## Biografia
Nata a Bologna nel 1965, è figlia di Giorgio Bernini (1928-2020), giurista all'ONU e politico, deputato e ministro del commercio con l'estero nel primo governo Berlusconi. Si è laureata in giurisprudenza presso l'Università di Bologna nel 1991.
Ha completato la propria preparazione giuridica partecipando a diversi programmi di studio all'estero presso l'Università del Michigan, la Camera di commercio internazionale di Parigi, la London Court of International Arbitration (LCIA), il Queen Mary College, il Chartered Institute of Arbitrators di Londra, l'Institut du Droit et des Pratiques des Affaires Internationales de la Chambre de Commerce Internationale e l'American Arbitration Association (AAA).

### Attività accademica e professionale
Post lauream ha proseguito la carriera accademica presso la stessa Università di Bologna, diventando professore associato di Diritto pubblico comparato e specializzandosi, come già suo padre, in arbitrato interno e arbitrato internazionale. Presso l'Università di Bologna ha tenuto gli insegnamenti di Istituzioni di Diritto Pubblico, e di Diritto dell'Arbitrato Interno e Internazionale e delle procedure alternative, entrambi presso la facoltà di economia dell'ateneo bolognese e quella della sede decentrata di Forlì.
Dal 1995 è iscritta all'ordine degli avvocati di Bologna e lavora presso lo studio legale di famiglia, associato alla società di studi legali Baker McKenzie dal 2005. Esercita la professione forense nel ramo civilistico e in quello del diritto amministrativo. È autrice di numerose pubblicazioni (anche in lingua inglese e francese) e di una decina di monografie, principalmente in tema di arbitrato, conciliazione, metodi extragiudiziali di composizione dei conflitti, diritto costituzionale e delle telecomunicazioni, contratti della pubblica amministrazione, privatizzazione e deregolamentazione, sistemi partitici, riforme costituzionali e federalismo.
È stata, tra gli altri, avvocato di Nicoletta Mantovani, vedova Pavarotti.

## Attività politica

### Gli inizi
Bernini è stata nel 2007 tra i soci promotori della Fondazione Farefuturo, fondata da Gianfranco Fini e Adolfo Urso, dov'è stata in seguito membro del "Comitato dei Trenta", espressione della Fondazione Farefuturo, della Fondazione Liberal e della Fondazione Craxi.
Alle elezioni politiche del 2008 è stata candidata alla Camera dei deputati, tra le liste de Il Popolo della Libertà (PdL) in quota Alleanza Nazionale nella circoscrizione Emilia-Romagna in decima posizione, venendo eletta deputata. Nella XVI legislatura è stata componente della 1ª Commissione Affari Costituzionali, della Giunta per le Autorizzazioni, della Commissione parlamentare per la semplificazione della legislazione, del Comitato parlamentare per i procedimenti di accusa, della Commissione giurisdizionale per il personale, del Comitato per la legislazione e della Commissione parlamentare per l'attuazione del federalismo fiscale.
All'interno del PdL è stata descritta come vicina al presidente della Camera Gianfranco Fini, ma al momento della rottura tra Silvio Berlusconi e Fini decide di restare nel PdL, dove ricopre l'incarico di portavoce vicario.

### Regionali in Emilia-Romagna e ministro per le politiche europee
In vista della convocazione delle elezioni regionali in Emilia-Romagna del 2010, il 29 gennaio 2010 viene ufficializzata la candidatura di Bernini alla presidenza della Regione Emilia-Romagna, in sostituzione dell'originario candidato Giancarlo Mazzuca, venendo appoggiata dalla coalizione di centro-destra costituita dal PdL, dalla Lega Nord e La Destra di Francesco Storace. Tuttavia, alla tornata elettorale ottiene il 36,73% dei voti e risulta così sconfitta dal presidente uscente di centro-sinistra Vasco Errani (52,07%).
A luglio 2011, in previsione di un rimpasto del quarto governo Berlusconi, è data dalla stampa tra i favoriti per succedere al dimissionario Angelino Alfano come ministro della giustizia. Tuttavia il 28 luglio le viene preferito l'ex magistrato e sottosegretario all'Interno Nitto Palma, ma viene comunque nominata ministro per le politiche europee, vacante dal 15 novembre 2010 a seguito delle dimissioni di Andrea Ronchi, dove Bernini resta ministro per pochi mesi fino alle dimissioni di Silvio Berlusconi del 16 novembre dello stesso anno.

### Elezione a senatrice
Alle elezioni politiche del 2013 viene candidata al Senato della Repubblica, come capolista del Popolo della Libertà nella circoscrizione Emilia-Romagna, dov'è eletta senatrice. Durante la XVII legislatura è stata componente della 1ª Commissione Affari Costituzionali, della Giunta per il regolamento e della Commissione parlamentare per l'indirizzo generale e la vigilanza dei servizi radiotelevisivi.
Il 16 novembre 2013, con la sospensione delle attività del Popolo della Libertà, aderisce alla rinascita di Forza Italia, diventandone vice-capogruppo vicario del gruppo parlamentare al Senato e il successivo 24 marzo 2014 membro del Comitato di Presidenza del partito.
Nella seduta in Senato del 27 novembre 2013, in cui la maggioranza del Parlamento ha espresso il suo voto a favore della decadenza di Berlusconi (condannato per frode fiscale), ha deciso, insieme ad altre sue colleghe come Maria Elisabetta Alberti Casellati, di vestirsi completamente di nero, considerando la suddetta decisione come un «segno di lutto per la democrazia» e i votanti a favore come un «plotone di esecuzione».
Il 4 febbraio 2015, in seguito alla rottura del Patto del Nazareno con l'elezione di Sergio Mattarella a Presidente della Repubblica e i dissidi interni al partito, rimise nelle mani di Silvio Berlusconi le dimissioni dall'incarico, insieme al capogruppo Paolo Romani con gli omologhi della Camera Mariastella Gelmini e Renato Brunetta, ma Berlusconi le respinse.

### Capogruppo di Forza Italia al Senato

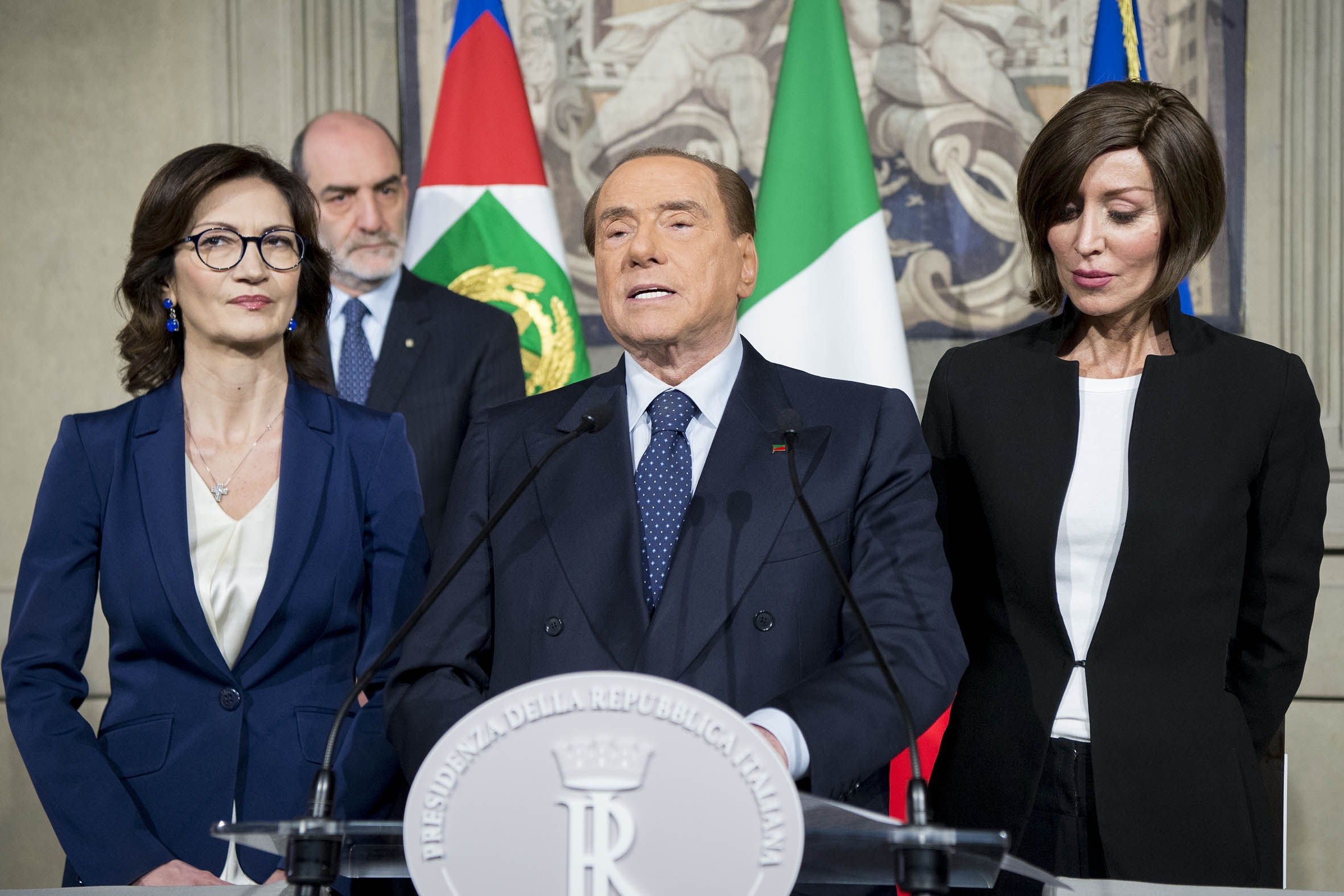
Bernini (a destra) con Mariastella Gelmini e Silvio Berlusconi durante le consultazioni del 2018

Alle elezioni politiche del 2018 è stata ricandidata per Forza Italia al Senato come capolista nei collegi plurinominali Lazio - 01 e Emilia-Romagna - 01, nonché in seconda posizione nel collegio plurinominale Emilia-Romagna - 02. È stata quindi eletta senatrice nel collegio Emilia-Romagna - 01, che comprende la città di Bologna.
Il 23 marzo viene proposta dalla Lega Nord come possibile Presidente del Senato, con il sostegno del Movimento 5 Stelle; tuttavia, in seguito al parere contrario del suo partito, Bernini declina la candidatura, scegliendo di appoggiare la collega di partito Maria Elisabetta Alberti Casellati.
Con l'inizio della XVIII legislatura è stata eletta, all'unanimità dagli altri senatori forzisti, capogruppo di Forza Italia – Berlusconi Presidente al Senato della Repubblica.

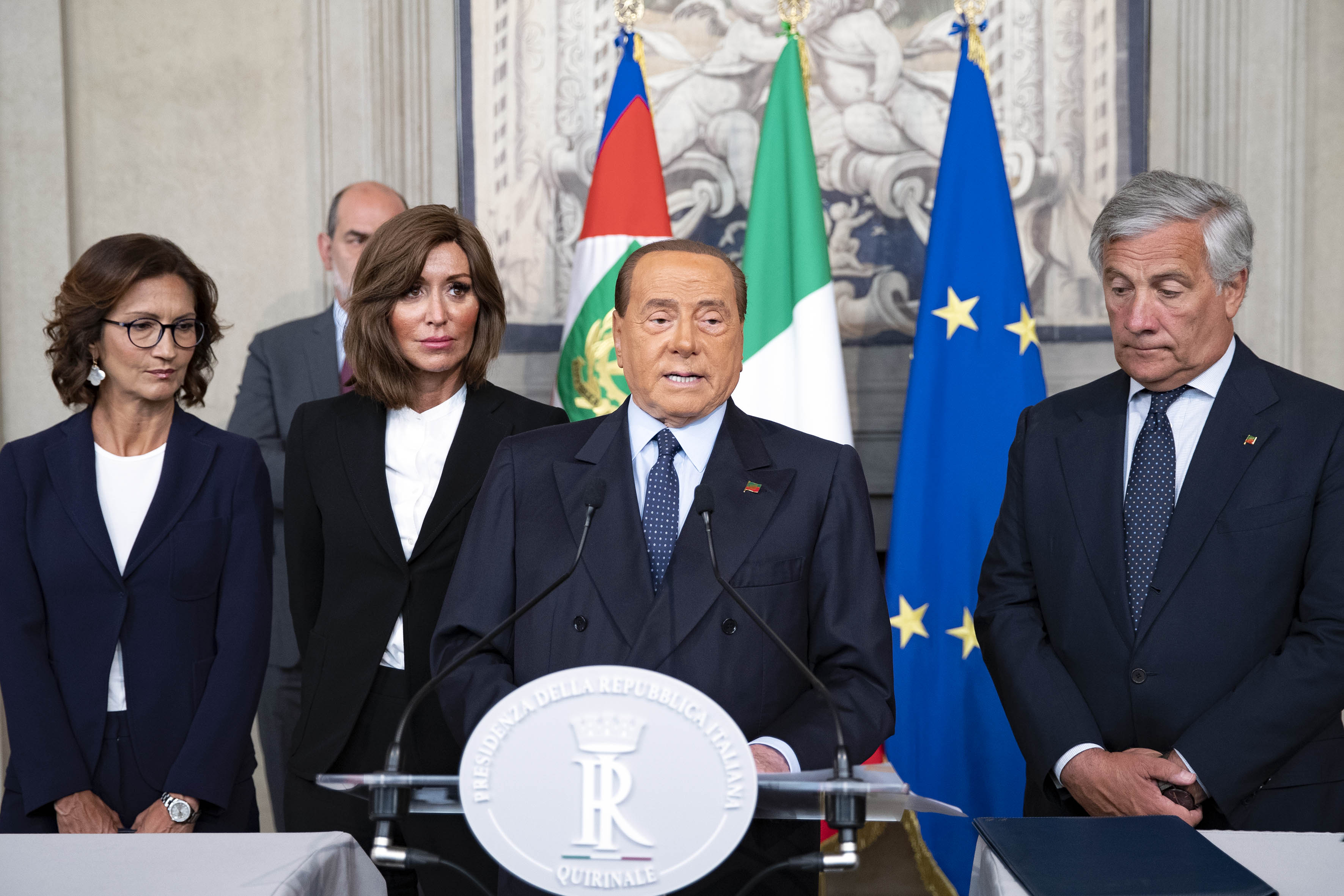
Bernini con Berlusconi, Antonio Tajani e Mariastella Gelmini durante le consultazioni del 2019

Il 1º agosto 2019 Berlusconi nomina un nuovo Coordinamento del partito composto da Sestino Giacomoni, Antonio Tajani e le due capigruppo Mariastella Gelmini e Anna Maria Bernini e l'anno seguente aggiunge Gianni Letta, Niccolò Ghedini, Jole Santelli e lo stesso Berlusconi in occasione delle riunioni tenute durante l'emergenza COVID-19. Il 12 maggio Berlusconi nomina un nuovo coordinamento di 14 persone tra le quali c'è anche Bernini.
Il 15 febbraio 2021, in seguito alla nascita del governo Draghi, rimasta fuori dalla rosa dei neo ministri forzisti, Bernini viene promossa da Berlusconi a vicecoordinatrice nazionale di Forza Italia, affiancando Antonio Tajani, con il compito di coordinare l'attività del partito con i gruppi parlamentari della Camera, del Senato e del Parlamento europeo.

### Ministro dell'università e della ricerca

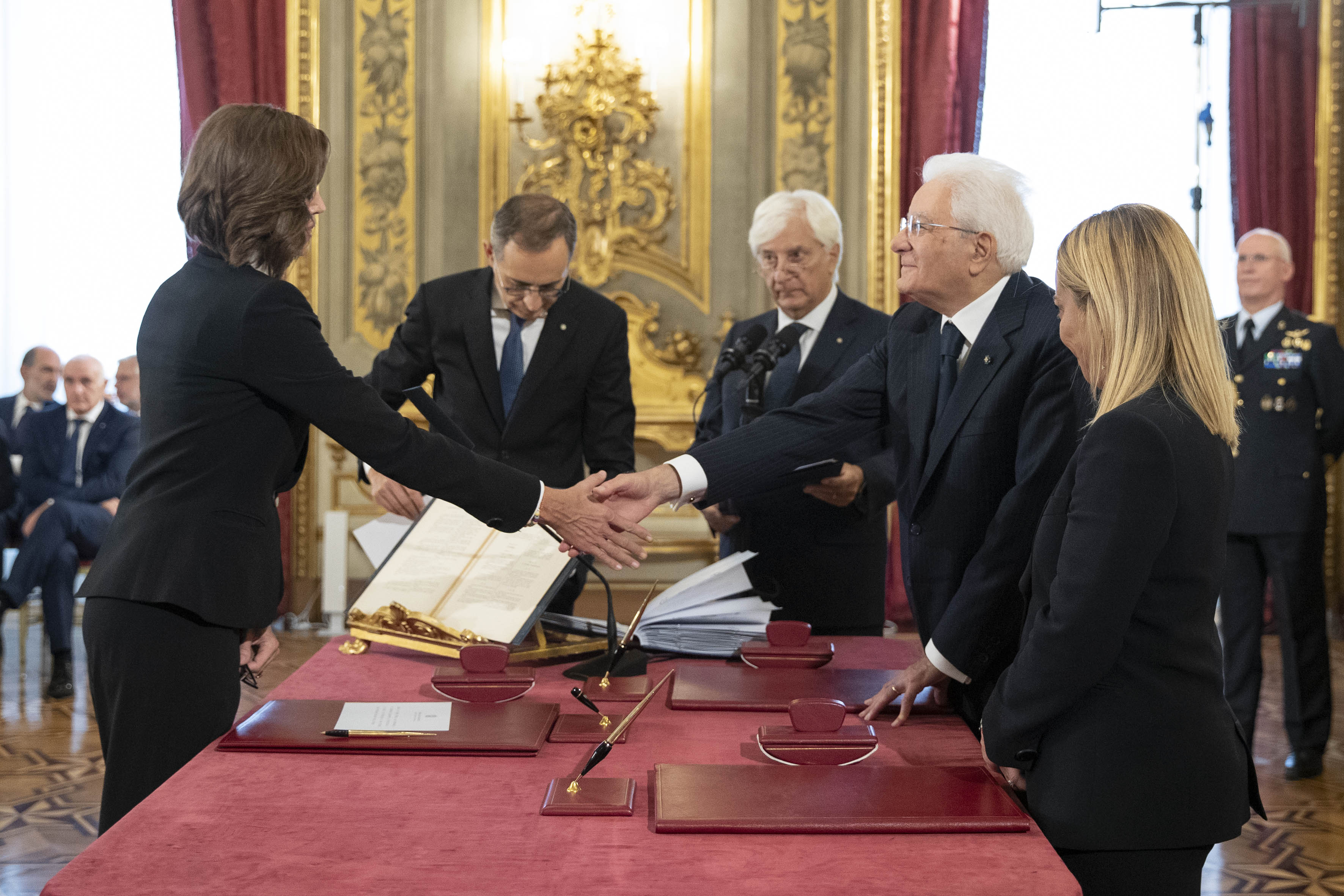
Bernini giura come Ministro dell'università e della ricerca al Quirinale nelle mani del Presidente della Repubblica Sergio Mattarella

Alle elezioni politiche anticipate del 2022 Bernini viene ricandidata al Senato nel collegio uninominale Veneto - 03 (Padova), sostenuta dalla coalizione di centro-destra in quota forzista, oltreché come capolista nei collegi plurinominali Campania - 02 ed Emilia-Romagna - 02, venendo eletta nell'uninominale con il 54,65% dei voti, superando nettamente più del doppio rispetto al principale candidato del centro-sinistra Emanuele Alecci (24,32%).
Dopo la vittoria della coalizione di centro-destra alle elezioni e il successivo incarico di formare un governo affidato a Giorgia Meloni, il 21 ottobre 2022 Bernini è stata indicata come ministro dell'università e della ricerca. Nonostante fosse nominata ministro dell'università, in un primo momento è stata proposta come ministro per la pubblica amministrazione. Il giorno successivo ha giurato nelle mani del Presidente della Repubblica Sergio Mattarella come Ministro dell'università e della ricerca nel governo Meloni.
Il 24 marzo 2023 viene affiancata da Alessandro Cattaneo come vicecoordinatore di Forza Italia.
Nel 2024 Bernini si è fatta promotrice di una riforma relativamente alle modalità di accesso al corso di laurea in medicina e chirurgia, odontoiatria e veterinaria, conosciuta come "Semestre comune", che prevede l'abolizione del test di ingresso iniziale con un numero programmato successivo al primo semestre universitario, attraverso una graduatoria nazionale basata sul conseguimento degli esami, sulla media degli stessi e su un successivo test nazionale. Contestualmente alla riforma Bernini ha dichiarato che verrà aumentato il numero di studenti ammessi in modo da aumentare progressivamente il numero di laureati in base al fabbisogno del SSN. Il provvedimento è stato criticato da ANDU, in quanto giudicato potenzialmente iniquo e gravoso per le strutture e le finanze delle università; mentre la Federazione nazionale degli Ordini dei medici ha sottolineato come già i 20 000 studenti ammessi previsti nel 2024 siano molti di più rispetto ai medici che andranno in pensione, creando quindi incognite sulla loro occupabilità.
Il 20 settembre 2024 Bernini presenta il disegno di legge 1240, che riforma le carriere dei ricercatori universitari introducendo nuove figure contrattuali per il cosiddetto “preruolo”, ovvero il periodo che intercorre tra il conseguimento del titolo di dottore di ricerca e l’accesso a una posizione di ruolo nell’università. Il disegno di legge è stato criticato da ADI, un sindacato dei dottorandi, che ha sostenuto che l’introduzione di nuove figure contrattuali precarie comporterebbe un'estensione della durata del precariato accademico fino a quattordici anni. ADI ha successivamente presentato un esposto alla Commissione Europea, in quanto la riforma sarebbe stata in contrasto con gli impegni assunti dall’Italia nell’ambito del Piano Nazionale di Ripresa e Resilienza (PNRR). A seguito dell'esposto Bernini ha annunciato il 20 febbraio 2025 la sospensione dell’esame del DDL, fermandone l’iter legislativo.

### Vita privata
Si è sposata nel 2003 con il ginecologo Luciano Bovicelli (nato nel 1935), morto poi nel 2011.
Dopo la morte del marito diviene la compagna del giornalista Alessandro De Angelis.

## Posizioni politiche

### Diritti civili

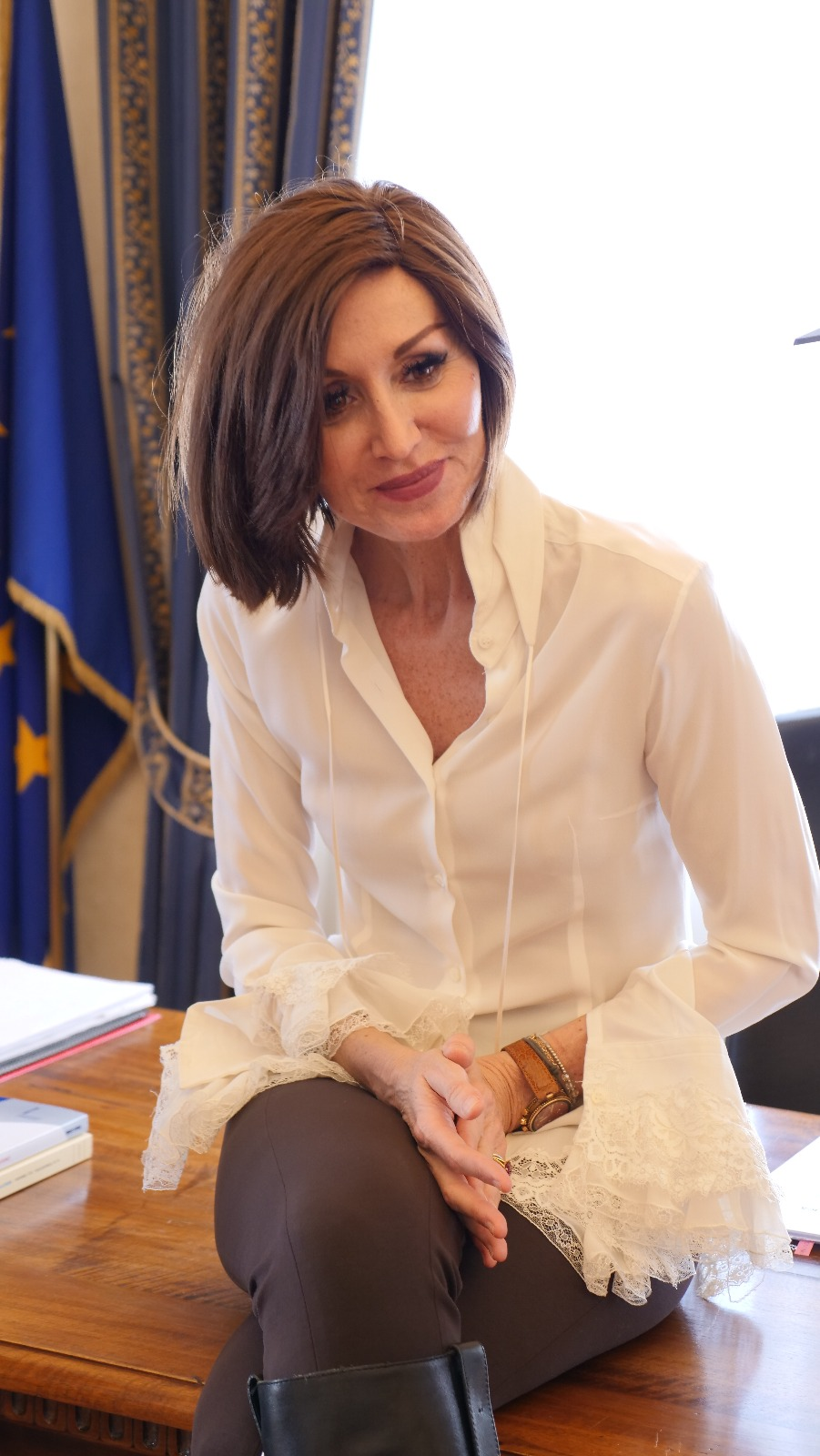
Bernini nel suo ufficio di Palazzo Madama

Da sempre a favore dei diritti civili già nel 2016, nel corso dell'iter parlamentare sul cosiddetto "ddl Cirinnà" sulla regolamentazione delle unioni civili tra persone dello stesso sesso e la disciplina delle convivenze, si dichiara favorevole alla proposta di legge completa di adozione del figlio del partner votando a favore del testo (in dissenso dal proprio gruppo parlamentare). Alla seduta del 9 febbraio definisce il disegno di legge soltanto come «un primo abbozzo di risposta [...] per contenere un gap europeo ed un vuoto normativo», anzi afferma che avrebbe voluto vedere aggiornato l'articolo 29 della Costituzione, regolante l'istituto del matrimonio, in quanto «avrebbe fatto fare anche un vero, e non solo promesso, balzo in avanti all'intera società italiana, modernizzando un Paese che troppo spesso si specchia nel passato».
Tuttavia, quando il governo pone il voto di fiducia sul ddl il 25 febbraio, durante la seduta in aula del medesimo giorno la senatrice si dichiara contraria all'imposizione della fiducia «su una norma come questa, che tocca in profondità diritti sensibilissimi», esprimendo inoltre il proprio dissenso per l'omissione dell'obbligo di fedeltà e per lo stralcio dell'articolo sulla stepchild adoption. Vota dunque contro la questione di fiducia.
Nel maggio del 2020, ospite dell'associazione GayLib, si è detta pronta a sostenere un disegno di legge con misure di contrasto ai fenomeni di omofobia, dichiarandosi successivamente a favore del Ddl Zan (anche in tale occasione in contrasto col proprio partito).

### Giovani meritevoli
Nel 2019 ha presentato un disegno di legge a favore dei giovani meritevoli. Il provvedimento prevedeva sistemi premianti per under 35 particolarmente meritevoli attraverso borse di studio per effettuare tesi di ricerca, master di primo o secondo livello, un fondo start up in materie legate alle nuove tecnologie, fondi per il rientro di cervelli in fuga, incentivi per stimolare le assunzioni di giovani, l'anticipo del praticantato e l'istituzione del fondo Erasmus Italia. Sempre nel 2019 ha presentato un altro disegno di legge a favore dei giovani laureati, che prevedeva strumenti di riscatto della laurea a fini pensionistici.

### Tassazione e fisco
Il 19 aprile 2016, in materia fiscale, propone un disegno di legge sulla rottamazione dei ruoli esattoriali per le persone e aziende in difficoltà economica. Sempre in materia fiscale nella XVIII legislatura ha presentato un altro disegno di legge in materia di certezza del diritto nei rapporti tra fisco e contribuente. L'intento dichiarato è quello di creare un rapporto con il fisco chiaro e trasparente.

### Caccia e allevamenti

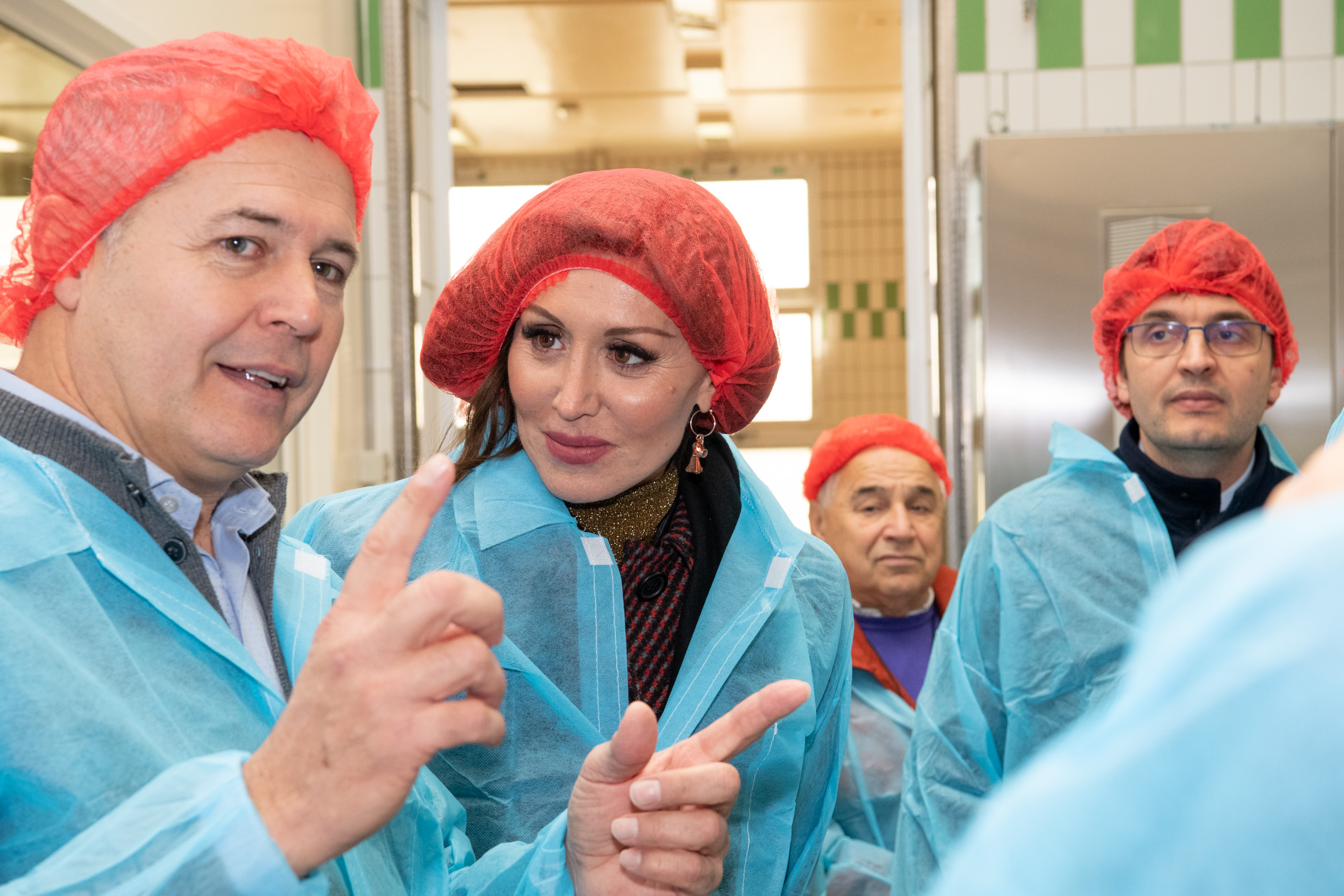
Bernini visita un'azienda alimentare

Il 14 novembre 2017, partecipando all'incontro "La gestione del patrimonio vivi-faunistico in Italia: tra piccoli e grandi passi, dove siamo e dove arriveremo" della Fondazione UNA Onlus, si dichiara favorevole alla pratica della caccia. Nel 2019 ha destato molto scalpore la sua netta presa di posizione a favore degli allevatori e degli imprenditori alimentari attaccati da associazioni animaliste. La senatrice dichiarò: "La politica che amiamo fare noi di Forza Italia è tra la gente, nelle aziende, fianco a fianco di imprenditori, lavoratori e famiglie".